# Avant Garde (雜誌)

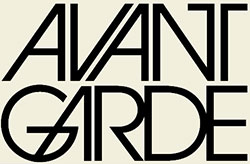
具有相同字體的Avant Garde語標。由Herb Lubalin設計。

《Avant Garde》是一本雜誌，因Herb Lubalin的圖形和文字設計而闻名。該雜誌共有14期，出版於1968年1月至1971年7月。該雜誌的總部設在紐約市。